# Дмитрівська сільська рада (Богодухівський район)
Дми́трівська сільська́ ра́да — адміністративно-територіальна одиниця та орган місцевого самоврядування в Богодухівському районі Харківської області. Адміністративний центр — село Дмитрівка.

## Загальні відомості
- Дмитрівська сільська рада утворена в 1919 році.
- Територія ради: 55,65 км²
- Населення ради: 1 144 особи (станом на 2001 рік)

## Населені пункти
Сільській раді були підпорядковані населені пункти:
- с. Дмитрівка
- с. Бабаки
- с. Горбанівка
- с. Матвіївка
- с. Новософіївка
- с. Новоукраїнка
- с. Щербаки

## Склад ради
Рада складалася з 16 депутатів та голови.
- Голова ради: Волчков Валерій Володимирович
- Секретар ради: Костенко Алла Василівна

### Керівний склад попередніх скликань
| Прізвище, ім'я, по батькові   | Основні відомості                                                         | Дата обрання | Дата звільнення |
| ----------------------------- | ------------------------------------------------------------------------- | ------------ | --------------- |
| Кіян Ганна Федорівна          | Сільський голова, 1954 року народження, член Партії регіонів              | 26.03.2006   | 31.10.2010      |
| Волчков Валерій Володимирович | Сільський голова, 1972 року народження, освіта вища, член Партії регіонів | 31.10.2010   |                 |

Примітка: таблиця складена за даними сайту Верховної Ради України

### Депутати
За результатами місцевих виборів 2010 року депутатами ради стали:

#### За суб'єктами висування
| Суб'єкт висування            | Кількість обраних депутатів | %    |
| ---------------------------- | --------------------------- | ---- |
| Народна партія               | 8                           | 50   |
| Партія регіонів              | 6                           | 37,5 |
| Самовисування                | 1                           | 6,3  |
| Соціалістична партія України | 1                           | 6,3  |

#### За округами
| № округу                     | Прізвище, ім'я, по батькові      | Дата визнання обраним | Освіта  | Партійна приналежність             | Відомості про обраного депутата                                       |
| ---------------------------- | -------------------------------- | --------------------- | ------- | ---------------------------------- | --------------------------------------------------------------------- |
| Народна Партія               |                                  |                       |         |                                    |                                                                       |
| 3                            | Вакуленко Михайло Олександрович  | 05.11.2010            | середня | член Народної партії               | Селянське (фермерське) господарство «Промінь», керуючий відділком     |
| 5                            | Кириченко Світлана Миколаївна    | 05.11.2010            | середня | член Народної партії               | Дмитрівська сільська рада, бухгалтер                                  |
| 6                            | Золотих Роман Олександрович      | 05.11.2010            | середня | член Народної партії               | Селянське (фермерське) господарство «Промінь», тракторист             |
| 7                            | Шевченко Валентина Іванівна      | 05.11.2010            | вища    | член Народної партії               | Селянське (фермерське) господарство «Промінь», різноробоча            |
| 10                           | Підмогильний Олександр Дмитрович | 05.11.2010            | середня | член Народної партії               | Селянське (фермерське) господарство «Промінь», зварювальник           |
| 11                           | Ванюшенко Ганна Савелівна        | 05.11.2010            | вища    | член Народної партії               | Селянське (фермерське) господарство «Промінь», обліковець             |
| 12                           | Вакуленко Микола Олександрович   | 05.11.2010            | вища    | член Народної партії               | Селянське (фермерське) господарство «Промінь», керуючий відділком     |
| 16                           | Тищенко Олексій Яковлевич        | 05.11.2010            | середня | член Народної партії               | Селянське (фермерське) господарство «Промінь», електрик               |
| Партія регіонів              |                                  |                       |         |                                    |                                                                       |
| 1                            | Карпунін Олександр Олексійович   | 05.11.2010            | середня | член Партії регіонів               | УПГГК АЗС-1, оператор                                                 |
| 2                            | Волчкова Тетяна Михайлівна       | 05.11.2010            | середня | член Партії регіонів               | Дмитрівський ФП, завідувачка                                          |
| 4                            | Ярова Наталія Миколаївна         | 05.11.2010            | середня | член Партії регіонів               | тимчасово не працює                                                   |
| 8                            | Плужник Тетяна Миколаївна        | 05.11.2010            | середня | член Партії регіонів               | Дмитрівський клуб, завідувачка                                        |
| 13                           | Плужник Марія Іванівна           | 05.11.2010            | середня | член Партії регіонів               | тимчасово не працює                                                   |
| 14                           | Іншакова Дарія Миколаївна        | 05.11.2010            | середня | член Партії регіонів               | Нвософіївський фельдшерсько-акушерський пункт, молодща медична сестра |
| Соціалістична партія України |                                  |                       |         |                                    |                                                                       |
| 9                            | Костенко Алла Василівна          | 05.11.2010            | вища    | член Соціалістичної партії України | Дмитрівська сільська рада, секретар                                   |
| Самовисування                |                                  |                       |         |                                    |                                                                       |
| 15                           | Тимченко Іванна Іванівна         | 05.11.2010            | середня | позапартійна                       | Богодухівський РЦЗ, соціальний працівник                              |